# Jejuri
Jejuri is een nagar panchayat (plaats) in het district Poona van de Indiase staat Maharashtra. 

## Demografie
Volgens de Indiase volkstelling van 2001 wonen er 12.000 mensen in Jejuri, waarvan 52% mannelijk en 48% vrouwelijk is. De plaats heeft een alfabetiseringsgraad van 73%. 